# Promesses d'Église
Promesses d’Église est un collectif d’organisations catholiques — mouvements, communautés et associations — constitué en 2019. Il répond ainsi à la lettre du 20 août 2018 du pape François demandant à l'Église de réagir face au cléricalisme.

## Historique
La démarche de Promesses d'Église s'inscrit dans le cadre des abus sexuels sur mineurs dans l'Église catholique, ainsi que des dérives spirituelles relevées dans plusieurs structures ecclésiales. Le 20 août 2018, le pape François écrit une Lettre au peuple de Dieu dans laquelle il invite les chrétiens, clercs et laïcs, à lutter contre le cléricalisme.
La démarche Promesses d’Église est présentée le 6 novembre 2019 à Lourdes, durant la Conférence des évêques de France. Cette présentation est faite conjointement par Dominique Rouyer, secrétaire nationale du CCFD-Terre solidaire, et Emmanuel Odin de la communauté de l'Emmanuel. Les évêques français accueillent favorablement cette démarche et l'encouragent. En octobre 2021, Les Amis de La Vie adhère à Promesses d'Église.
À la suite de la publication du rapport de la Commission indépendante sur les abus sexuels dans l'Église, le collectif est sollicité pour participer à l'assemblée générale des évêques de France et participer à la réflexion sur les quarante-cinq propositions du rapport Sauvé. Promesses d'Église est ensuite sollicité dans la préparation du Synode sur la synodalité prévu en octobre 2022.

## Organisation
Les assemblées plénières du collectif ont lieu environ tous les deux mois ; du fait de la pandémie de Covid-19, elles ont majoritairement lieu en visioconférence
Durant les premières années de sa fondation, Promesses d'Église fait le choix de ne pas se constituer en association ni d'avoir de porte-parole, afin de conserver une diversité d'expression et de conserver, au moins au début, une organisation relativement informelle.
Néanmoins, une charte du mouvement est élaborée au cours de l'année 2020 et adoptée le 15 octobre de cette année.
Lors de l'année 2022, un rythme de travail avec des réunions plénières régulières, toutes les trois semaines environ, se met en place. Les six premières plénières sont organisées en visioconférence du fait du contexte sanitaire. Celle du 23 avril 2022 se tient en présentiel.